# Schwedenspeisung

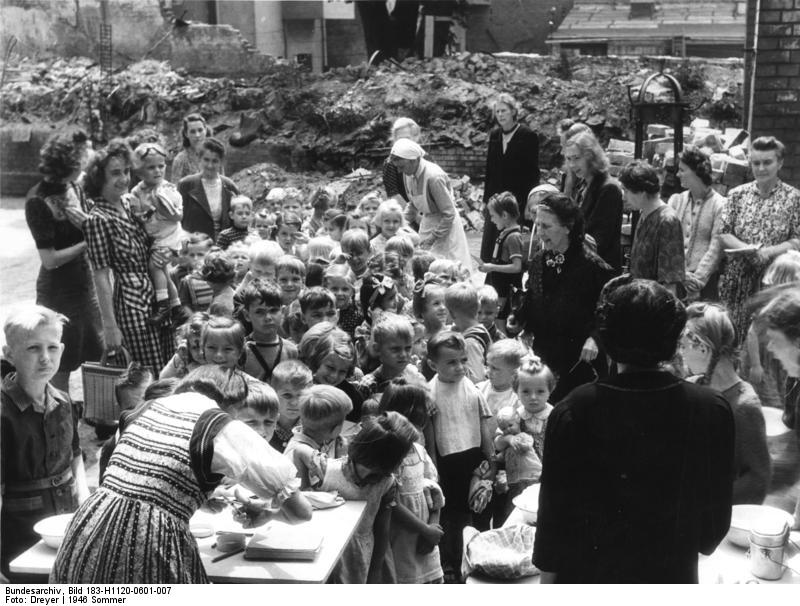
Ausgabe der Schwedenspeisung in Berlin-Tempelhof (1946).

Die Schwedenspeisung war eine der größten aus dem Ausland finanzierten Massenspeisungen nach Ende des Zweiten Weltkriegs vor allem für Kinder im nordwestlichen Nachkriegsdeutschland und in Wien. Fast vier Jahre lang – von Anfang 1946 bis April 1949 – wurden Kinder im Alter zwischen drei und sechs Jahren, davon
- 120.000 innerhalb der Britischen Zone Deutschlands und in Berlin sowie
- 70.000 Kinder in Österreich, davon 60.000 in Wien.

in den Wintermonaten mit vier warmen Suppen täglich versorgt.

## Nachkriegssituation

### Hunger im kältesten Winter des Jahrhunderts
Der Hungerwinter 1946/47 war mit zwei Monaten Dauerfrost in Norddeutschland einer der längsten und kältesten im 20. Jahrhundert. In einer Zeit, in der die Wohnungen zerstört waren, in der Tausende in den zerstörten Städten in übervollen Notunterkünften hausten und oft ohne Kohlen, ohne Strom und ohne Essen waren, rettete die Schwedenspeisung Kleinkinder vor dem Verhungern. In Hamburg und Berlin war es um die Kinder in ganz Nachkriegsdeutschland am schlimmsten bestellt, im Ruhrgebiet und angrenzend waren die Kinder in Duisburg, Gladbeck, Gelsenkirchen, Dortmund, Mülheim an der Ruhr, Essen, Bochum, Schwelm, Wuppertal und Bottrop besonders betroffen. Die Säuglingssterblichkeit lag zeitweise bei 20 Prozent und mehr. Die Not der Kinder war Anlass der Hilfsaktion von Folke Bernadotte, die gemeinsam mit der Organisation Rädda Barnen – Save the Children Fund durchgeführt wurde. Bernadotte war damals Präsident des Schwedischen Roten Kreuzes. Die große Masse des deutschen Volkes, schrieb später Anfang 1947 der amerikanische Ex-Präsident Herbert Hoover seinem Präsidenten Truman nach einer Deutschland-Visite, sei hinsichtlich Ernährung, Heizung und Wohnung auf den niedrigsten Stand gekommen, den man seit hundert Jahren in der westlichen Zivilisation kenne. Zur gleichen Zeit stellte der „Ernährungsrat der deutschen Ärzte“ für Hamburg fest, die Normalverbraucherrationen seien so niedrig, dass sie nur ein Drittel des Bedarfs deckten und in einigen Monaten zum Tode führen würden. Die Kinder seien besonders gefährdet.

### Versorgungslage in der Britischen Zone Deutschlands
Die Landesernährungsämter legten im August 1945 mit Zustimmung der britischen Militärregierung einheitliche Soll-Rationen fest: Für Kinder bis zu drei Jahren waren täglich 1125 Kilokalorien vorgesehen, Kinder bis zu sechs Jahren sollten 1250 kcal erhalten, für erwachsene „Normalverbraucher“ waren 1550 kcal eingeplant. Tatsächlich wurden diese Werte unterschritten: So wurden zwischen April und August 1946 für „Normalverbraucher“ nur zwischen 1109 und 1236 kcal täglich abgegeben. Ein vorwiegend sitzend tätiger Mann verbraucht mindestens 1900 kcal.

## Schwedens Hilfe vom Roten Kreuz und Rädda Barnen

### Schwedensuppe
In Deutschland und Österreich versorgte das Schwedische Rote Kreuz und Rädda Barnen vor allem 3- bis 6-jährige Kleinkinder sowie unterernährte bzw. TBC-gefährdete Studenten und Lehrlinge.
Die schwedischen Bürger spendeten mit der „Ein-Kronen-Sammlung“ Millionen gerade auch für Deutschland und Österreich, obwohl in Schweden die Lebensmittel noch nach dem Krieg rationiert waren.
Die Suppen enthielten häufig Fleisch. Rund 40.000 Essen wurden jeden Tag allein in Hamburg an die Kinder ausgegeben, in Berlin waren es Tag für Tag 28.000 Portionen und im Ruhrgebiet 55.000. Innerhalb dieser vier Jahre waren es 80 Millionen Portionen Essen, davon wurden allein in Hamburg 28 Millionen ausgegeben. In Österreich waren es in Wien allein 60.000 Portionen. Hier bestand die Schwedensuppe aus einer Suppe mit Fleisch oder einer Milchspeise, Weißgebäck, Butterkäse, Vitamintablette, Schokolade und Bonbons.
Folke Bernadotte, der Anfang 1945 mit den Weißen Bussen skandinavische KZ-Insassen nach Schweden herausgebracht hatte, war Erfinder und Organisator der Schwedenspeisungen in wenigstens elf Ländern Europas. Hilfe sollten alle bedürftigen Kinder haben, ohne Rücksicht „auf ihre Gesellschaftsklasse, Religion oder politische Auffassung“ der Eltern. In Deutschland wollten die Schweden helfen, weil sie Hilfe durch ein neutrales Land für besonders wichtig hielten. In Hamburg wurde das Essen in bis zu 350 Ausgabestellen, die über die ganze Stadt verteilt lagen, unentgeltlich ausgegeben. Tausende ehrenamtliche Helferinnen, die die Suppe auch selbst essen durften, versorgten täglich die vielen Kinder zu zwei Ausgabezeiten – selbst bei strengem Frost und völlig unzureichenden Verkehrsverhältnissen. Sein Essgeschirr musste jedes Kind selbst mitbringen; manchmal war es nur eine leere Konservendose. Das Essen mussten die Kinder an Ort und Stelle auslöffeln, es sollte ihnen zugutekommen und durfte nicht mit nach Hause genommen werden. Das Deutsche Rote Kreuz sorgte in Hamburg im Schlachthof in der größten Großküche Europas für 160.000 Portionen Hilfsspeisungen pro Tag für alle Gruppen in der Bevölkerung und die Hamburgischen Electricitätswerke (HEW) sorgten vom Kraftwerk Karoline aus für die Dampfversorgung; denn mit Dampfkochen brauchte man weniger Kohle zu verfeuern.
Arne Karlsson organisierte die Hilfe von Rädda Barnen in Österreich (siehe auch ↑ Arne-Karlsson-Park).
„Schwedenspeisung“ wurde so zum Synonym für Hilfe überhaupt in den schweren Notjahren nach dem Krieg, ganz gleich, ob es nun im Einzelfall gerade die Schweden waren, die geholfen hatten, oder Amerikaner, Schweizer, Chilenen, Dänen, Briten, Südafrikaner oder andere. „Schwedenspeisung“ jedoch war an den meisten Orten der gebräuchliche Begriff. Wirksam war die Hilfe vor allem für die Kleinkinder. Sie blieben in ihrer großen Masse gesund und es gab keine gravierenden Epidemien.

### Europahjälpen
Die schwedische Europahilfe vom Roten Kreuz und Rädda Barnen ging aber noch viel weiter, sie beinhaltete neben Medikamenten einschließlich Lebertran und Adoptionen von Waisenkindern z. B.: die Schwedenpakete d. h. Pakete mit Lebensmitteln sowie gespendeten 300 Tonnen Kleidung und Schuhe. In Österreich wurden auch Kinderheime und Kindergärten unterstützt.
Außerdem schloss die Hilfe auch Kinder in Ungarn, Rumänien und das damalige Jugoslawien ein.
Neben weiter unten erwähnten Hilfe aus Dänemark kam auch von einem weiteren vom Krieg erheblich beeinträchtigten skandinavischen Land Europahilfe – aus Norwegen, das Erholungsfürsorge anbot.

## Weitere Massenspeisungen

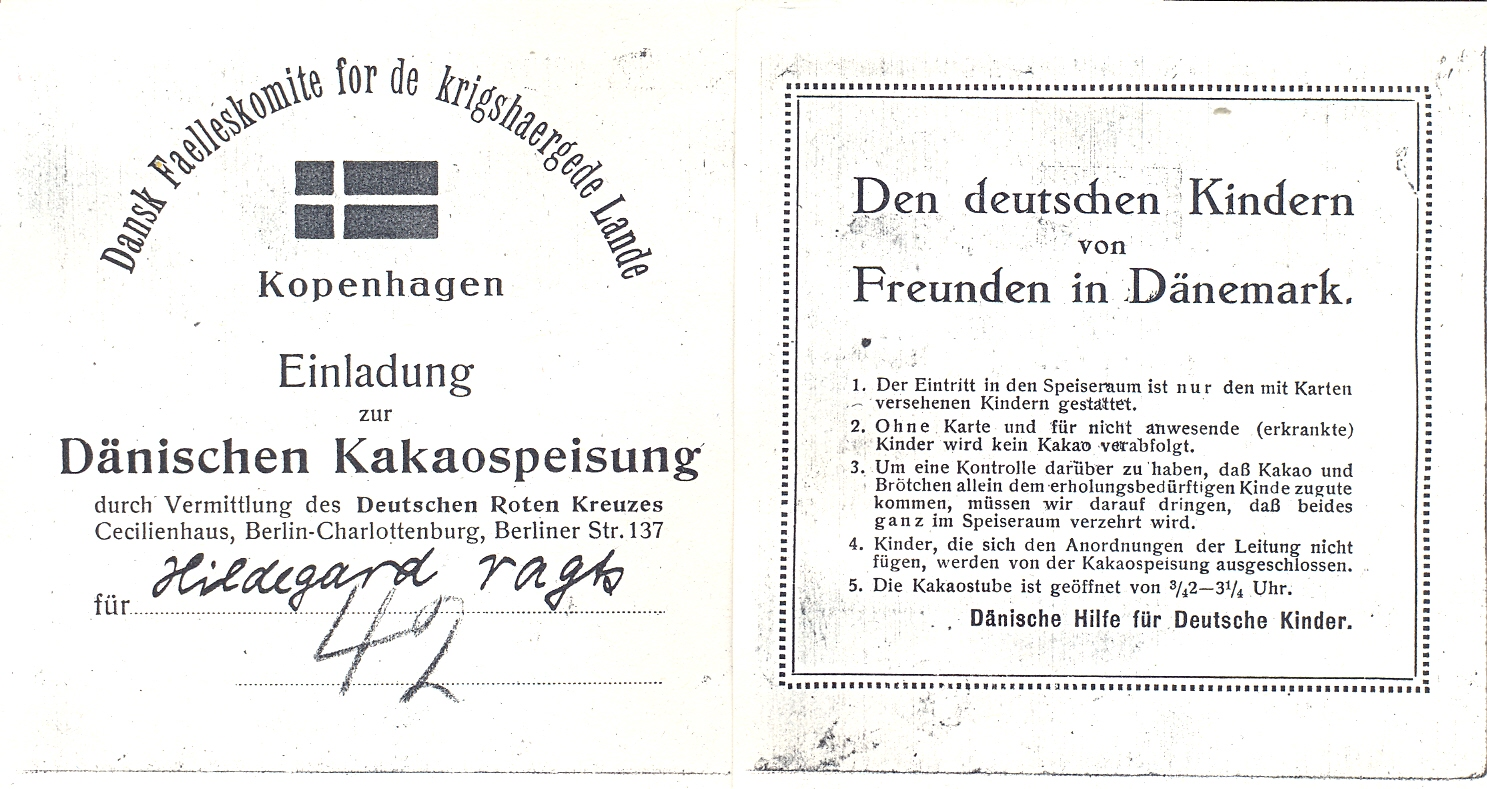
Dänische Kakaospende, um 1946

Für die Schüler sorgten in der Britischen Zone auch die Engländer mit der Schulspeisung. Sie begann Anfang 1946 in größeren Städten Schleswig-Holsteins, in Hamburg und etlichen Städten des Ruhrgebietes; kleinere Landgemeinden kamen erst später hinzu. Die Lebensmittelspenden kamen anfangs aus den Beständen der Militärregierung, ab 1947 vom Dänischen Roten Kreuz und der Hoover-Spende: Seither bis zum Ende der Aktion im Jahre 1949 auch Hoover-Speisung genannt.
Neben der Hoover-Speisung und den anderen in diesem Artikel aufgeführten ausländischen Hilfen gab es ab 1946 aus den USA außerdem die Quäkerspeisung und aus der Schweiz vor allem die Schweizer Dörfli und die Hilfe für die Schweizer Kinder.
Weiterhin ist anzumerken, dass der größte Teil der genannten Unterstützungsprojekte bereits im bzw. nach dem Ersten Weltkrieg Hilfe für Deutschland und Österreich leisteten.